# Монтекассиано
Монтекассиано (итал. Montecassiano) — коммуна в Италии, располагается в области Марке, в провинции Мачерата.
Население составляет 6830 человек (2008 г.), плотность населения составляет 206 чел./км². Коммуна занимает площадь 33 км². 
Почтовый индекс — 62010. Телефонный код — 0733.
Покровителем коммуны почитается святой Иосиф Обручник, празднование 19 марта.

## Демография
Динамика населения:

## Администрация коммуны
- Официальный сайт: https://web.archive.org/web/20050305113754/http://www.montecassiano.sinp.net/

## Известны уроженцы и жители
- Ренато Катена (??-1938) — итальянский солдат, участник Гражданской войны в Испании. Кавалер высшей награды Италии за подвиг на поле боя — золотой медали «За воинскую доблесть» (1938, посмертно).